# Thalassodes vivida
Thalassodes vivida là một loài bướm đêm trong họ Geometridae.